# Campo del Moro
Il Campo del Moro è un giardino situato nella città di Madrid. Dichiarato di interesse storico-artistico nel 1931, occupa una superficie di circa venti ettari, situato nel retro del palazzo reale al Paseo de la Virgen del Puerto. Da nord a sud con i suoi confini fissati dalla Cuesta de San Vicente (lato nord) e la Cuesta de la Vega e il Parque de Atenas (lato sud).
I giardini si adagiano su un ripido pendio, posto tra il palazzo e le rive del fiume Manzanares. Sono stati creati nel 1844 su progetto dell'architetto Colomer Narciso y Pascual, che ha messo a punto un insieme formale, mentre le opere di paesaggistiche giardino non sono state portata a termine che alla fine del XIX secolo. La struttura paesaggistica è stata progettata da Ramon Oliva, che ha alterato l'originale concetto attraverso un approccio romantico.
Si tratta di una delle tre aree sistemate a giardino che ornano le vicinanze del Palacio Real, ma, a differenza degli altri due (Giardini di Sabatini e la Plaza de Oriente), la loro gestione non è affidata alla città di Madrid, ma al Patrimonio Nacional, un'organizzazione da cui dipendono da beni che erano nella proprietà della Corona spagnola.